# City Bydgoszcz
City Bydgoszcz – bezpłatny tygodnik wydawany w Bydgoszczy w każdy czwartek, 

## Charakterystyka
Tygodnik „City Bydgoszcz” należy do wydawnictwa Express Media w Bydgoszczy.
Redaktorem naczelnym gazety jest Artur Szczepański, a redaktorem wydania bydgoskiego - Weronika Bogusławska. Nakład wynosi 56 tys. egzemplarzy i pochodzi z drukarni Expressu Bydgoskiego przy ul. Grunwaldzkiej. Tygodnik rozdawany jest w najruchliwszych częściach miasta od godziny 15, jest dostępny także w wielu obiektach na terenie całego miasta. 
Pismo porusza głównie tematykę kulturalno–rozrywkową. Wewnątrz znajdują się strony tematyczne dotyczące m.in. motoryzacji, wystroju wnętrz, zdrowia, sportu i edukacji.